# Primo molare inferiore
Il primo molare è anche detto sesto dente o dente dei sei anni: infatti segue i due incisivi, il canino ed i due premolari come posizione, ed erompe al sesto anno di età prima che inizi la permuta dentaria. Ha una notevole stabilità anatomica.
È il solo dente che presenta costantemente 5 cuspidi: 3 vestibolari e 2 linguali. Esse sono separate da solchi principali a “Y”, ovvero in posizione driopiteca come gli Antropomorfi.
Ha un'altezza di 21,5 mm, di cui 7,5 coronali e 14 radicolari. Il diametro vestibolo-linguale coronale è di 10,5 mm, e si riduce al colletto di 1–2 mm.

## Disposizione e rapporti
Mesialmente prende contatto, come nell'analogo superiore, con la faccia distale del secondo premolare inferiore, mentre distalmente prende contatto con la superficie mesiale del secondo molare inferiore, occlusalmente il lato distale del tavolato occlusale prende contatto con la superficie occlusale del primo molare superiore, mentre il lato mesiale occlude con il secondo premolare superiore.

## Morfologia coronale
Vestibolarmente (quindi frontalmente) la corona ha una forma trapezoidale con base maggiore occlusale. È possibile vedere tutte le cuspidi. Le cuspidi vestibolari sono progressivamente più piccole in senso mesio-distale: la centro-vestibolare è più piccola e acuta della mesio-vestibolare, mentre la disto-vestibolare è la più piccola e smussa. Tra le tre cuspidi si notano i due solchi che provengono dalla faccia occlusale, il centro vestibolare che separa la cuspide mesio vestibolare dalla centro vestibolare, che termina con una fossetta, e il disto vestibolare, molto corto, che separa la cuspide centro vestibolare dalla disto vestibolare, che termina senza fossetta.
I contorni sono concavi, con qualche differenza: il mesiale ha la sommità nel terzo occlusale, il distale più cervicalmente. Il contorno cervicale è come nel superiore a forma di parentesi graffa a concavità occlusale, con l'angolo formato da uno spigolo di smalto che proietta in direzione radicolare.
La faccia palatale (rivolta al palato) ha ugualmente forma trapezoidale con base maggiore occlusale, ma mostra solo le due cuspidi linguali: hanno dimensione e acutezza maggiore rispetto alle vestibolari, con la mesio-linguale leggermente più sviluppata della disto-linguale.
I contorni mesiale e distale sono equiparabili a quelli del prospetto vestibolare. Il colletto è appiattito, ma presenta comunque una leggera invaginazione radicolare in posizione mediana. La porzione intercuspidale è caratterizzata da una depressione che si approfondisce a livello radicolare, e nella porzione cervicale è spesso presente il solco intercuspidale.
Distalmente e mesialmente ha forma di un trapezio rettangolo, con base minore occlusale e lato obliquo vestibolare.
Il contorno vestibolare è molto inclinato, presenta un bombè cervicale e la sommità cuspidale è decisamente interna rispetto al colletto vestibolare; viceversa il contorno linguale descrive un angolo ottuso con il colletto, presentando un bombè coronale, mentre la cuspide è allineata al colletto linguale. La cresta marginale mesiale è allineata alle coste mesiali delle cuspidi mesiali, nascondendo il tavolato occlusale. La distale, formandosi dalle coste distali delle cuspidi  distali, è più bassa e lascia intravedere il tavolato occlusale, rendendo il contorno occlusale molto complesso, ed inoltre è frequentemente attraversata da un solco accessorio.
Il colletto è appiattito e presenta una minima concavità radicolare.
Occlusalmente ha forma esagonale con i lati paralleli sui contorni vestibolo-palatali. I lati mesiali e distali sono arrotondati, con il mesiale leggermente più ampio. Il contorno linguale è convesso, e può essere caratterizzato da una concavità intracuspidale. Anche il contorno vestibolare è convesso, e distinguiamo due porzioni laterali ed una centrale, corrispondenti alle cuspidi, separate da solchi intercuspidali e concavità.
Le cuspidi hanno tutte dimensioni diverse. In ordine decrescente indichiamo la cuspide mesio-linguale, disto-linguale, mesio-vestibolare, centro-vestibolare e disto-vestibolare.
Le cuspidi vestibolari sono separate dalle palatali da un solco mesio-distale, del quale distinguiamo tre segmenti: i laterali sono concavi vestibolarmente, il centrale è a V con le braccia aperte vestibolarmente. Dal lato distale il solco prosegue sulla cresta distale, generando un'incisura visibile anche dal prospetto distale.
Le cuspidi mesiali sono separate dalle distali da solchi principali: due vestibolari ed uno palatale: il disto-vestibolare nasce da una fossa triangolare, e si dirige verso i contorni vestibolare e distale, formando un angolo di circa 45° con il solco mesio-distale; il mesio-vestibolare è quasi speculare al precedente, ma decisamente meno inclinato; il linguale è grossomodo perpendicolare al solco mesio-distale. Tutti i solchi vestibolo-linguali intaccano la rispettiva cresta (vestibolare o linguale).
Il solco mesio-vestibolare può trovarsi allineato al solco linguale, oppure molto più mesializzato ed in questo caso è evidente una Y con i solchi vestibolari che rappresentano le braccia ed il linguale la gamba.
L'intersezione dei solchi vestibolari, linguale e mesio-distale determinano le due fosse centrali, mesiale e distale.

## Morfologia radicolare
Il primo molare inferiore è dotato di 2 radici: una mesiale ed una distale.
- La radice mesiale è generalmente inclinata distalmente (84% dei casi) o dritta (16%).
- La radice distale è generalmente inclinata dritta (74%) oppure inclinata distalmente (21%).

Presenta generalmente 3 canali (64% dei casi), due nella radice mesiale (con il forame in comune o con due forami) ed uno nella distale.
Nel 29% dei casi l'elemento ha 4 canali, con due canali per ogni radice. Nel 6% dei casi manca il canale della radice distale, e presenta due soli canali.

## Odontogenesi
La calcificazione della corona inizia alla nascita e viene completata entro i 3 anni. Il dente erompe verso i 6-7 anni e la rizogenesi è completata tra i 9 e i 10 anni.